# NGC 5204
NGC 5204 é uma galáxia espiral (Sm) do aglomerado M101 localizada na direcção da constelação de Ursa Major. Possui uma declinação de +58° 25' 06" e uma ascensão recta de 13 horas, 29 minutos e 36,1 segundos.
A galáxia NGC 5204 foi descoberta em 24 de Abril de 1789 por William Herschel.